# Brignole (Rezzoaglio)
Brignole - o anche Villa Brignole - è una frazione di 29 abitanti del comune di Rezzoaglio, nella città metropolitana di Genova. Posta su una piccola altura nei pressi della località Molini, dista dal capoluogo comunale circa due chilometri.

## Geografia fisica
Posta a circa 750 metri di altitudine, Brignole è luogo d'origine del rio Libbieto che, proprio ai piedi della frazione, si getta nell'Aveto.
La vegetazione è caratterizzata da castagni, noci, abeti e querce.
L'ecosistema dei boschi è intatto, grazie anche alla scarsa frequentazione dovuta alla distanza delle principali vie di comunicazione e dai centri abitati; si possono osservare gufi, civette, falchi, cinghiali, fagiani, tassi.

## Storia

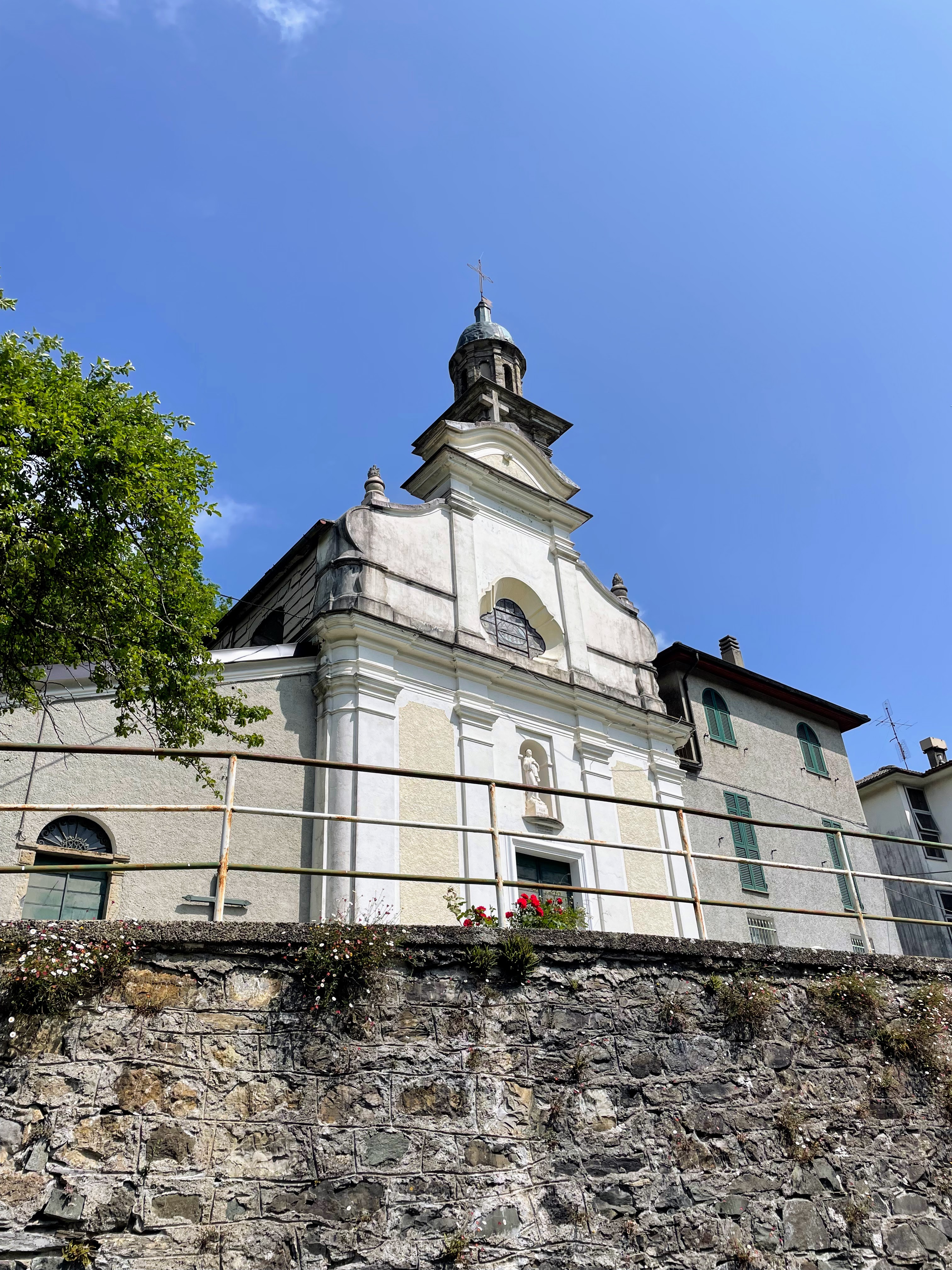
La chiesa parrocchiale di Santa Maria Maggiore

La storia della frazione si perde nella notte dei tempi: si individuano costruzioni a pianta circolare databili intorno all'anno Mille. La frazione è infatti citata in un documento del 1103 (loco et fundo Brugnole) relativo ad una convenzione tra l'abate Anselmo e il prevosto Alberto da Pietra Martina (Conventio inter abbatem Anselmum et prepositum Albertum de Petra Martina).
La tradizione vuole che a Brignole abbia avuto origine la nobile famiglia Brignole, il cui ramo primogenito si estinse con Antonio Brignole Sale, marchese di Groppoli, che ebbe quattro figlie femmine, tra cui Maria, divenuta poi duchessa di Galliera, la celebre filantropa, fondatrice di ospedali, orfanotrofi e musei.
Dopo il periodo napoleonico, nel 1815 Brignole, assieme alle vicine località di Calcinara, Costafigara, Molini e le località di Piano, Garba e Scabbiamara, entrò a far parte del Regno di Sardegna nella provincia di Bobbio. Dopo il 1859 e l'Unità d'Italia passò nel circondario di Bobbio assegnato alla nuova provincia di Pavia, quindi dal 1923 al 1926 nel circondario di Chiavari dell'allora provincia di Genova, nel Regno d'Italia.

## Monumenti e luoghi d'interesse

### Architetture religiose
- Chiesa parrocchiale di Santa Maria Maggiore. L'edificio venne edificato tra il XVII e il XVIII secolo. La sua comunità parrocchiale fu distaccata nel 1921[1] dalla matrice di San Michele Arcangelo di Rezzoaglio.

### Architetture civili-militari
- Resti dell'antica "casa-torre", databile all'epoca medievale, a protezione dell'ingresso al paese; rimangono visibili le feritoie lungo la facciata e le colombaie, queste ultime tipiche delle costruzioni difensive del Medioevo.